# Carpias asterphilous
Carpias asterphilous is een pissebed uit de familie Janiridae. De wetenschappelijke naam van de soort is voor het eerst geldig gepubliceerd in 1995 door Pires.